# Stop Huntingdon Animal Cruelty
Stop Huntingdon Animal Cruelty (SHAC) – jest międzynarodową kampanią, zapoczątkowaną w Wielkiej Brytanii, mającą na celu doprowadzenie do zamknięcia Huntingdon Life Sciences (HLS), największego w Europie laboratorium badawczego przeprowadzającego testy na około 75,000 zwierzętach rocznie, dla korporacji z różnych branż (medycznej, farmaceutycznej, żywieniowej, kosmetycznej, chemii gospodarczej). Eksperymenty te były przedmiotem pięciu największych tajnych dochodzeń przeprowadzanych przez działaczy i dziennikarzy od 1989 roku.
SHAC powstało w listopadzie 1999 za sprawą brytyjskich obrońców praw zwierząt Grega Avery, jego żony Natashy Natasha Avery (Dellemagne) i Heather Nicholson (znanej także jako Heather James).
Metody aktywistów SHAC obejmują legalne protesty, ale też zastraszanie i prześladowania pracowników Huntingdon Life Sciences.